# ダンス☆マン
ダンス☆マン（だんすまん、本名: 藤沢 秀樹、1963年〈昭和38年〉10月12日 - ）は、日本のミュージシャン。

## 人物
「ミラーボール星」からやって来たという自称"宇宙人"。アフロヘアーとサングラスがトレードマーク。主に1970年代から80年代のダンス・クラシックスに空耳アワーのごとく日本語詞をつけ、カバーしたアルバムをエイベックスより多数発表した。自身の活動の他には編曲家としても活動し、他のアーティストへの楽曲提供も行っている。名前からよく勘違いされることがあるが、ミュージシャンでありダンサーではない。デビュー10周年を迎えた2008年3月に、カバー曲なしの全曲オリジナルのアルバムを、新会社イン・ダ・グルーヴ（in da groove）の同名新レーベルから発売。その後2019年7月にタワーレコードからオリジナル・アルバムを発売。デビュー25周年を迎えた2023年4月には、エイベックスからリリースされた全楽曲が一挙に配信された。
本名はテリー・D（ダンス☆マン）・ファンク。地球での仮の姿として藤沢 秀樹（ふじさわ ひでき）を名のることもある。出身地は東京都調布市。現在は東京都世田谷区在住。専属バックバンドの名前は「ザ・バンドマン」。2007年には本人を題材としたパチスロも発売されている。

## 来歴
獨協大学経済学部中退。もともとは獨協大学の音楽サークルで結成されたバンド「ジャドーズ」でボーカルとベースを担当していた。ジャドーズは角松敏生のプロデュースを受けて1986年にデビューする（デビュー前、ジャドーズのドラマーだった島村幸男が、カシオペアの専属ローディーをやっていたことで、藤沢も度々ローディーを行っていた。それが縁で、2000年12月のカシオペアのライブに客演し、スキャット・パートがある代表曲「dazzling」を歌った）。その後ジャドーズとしての活動はほぼ休止している。
1997年に「ダンス☆マン」として六本木ヴェルファーレでライブを開催し、1998年にカール・カールトンの「She's A Bad Mama Jama」をカヴァーした「背の高いやつはジャマ」でCDデビューする。
1999年にモーニング娘。の大ヒット曲「LOVEマシーン」の編曲を手がけたことで編曲家として注目を浴びる。以降、多くのアーティストへの楽曲提供も行っている。2000年にモーニング娘。の「恋のダンスサイト」と郷ひろみの「なかったコトにして」で第42回日本レコード大賞編曲賞を受賞し、郷ひろみの応援ゲストとして第51回NHK紅白歌合戦に出場した。
アニメ版『ケロロ軍曹』の初期にはエンディングに「アフロ軍曹」を歌う。アニメ内にも本人役で登場。また、「ダソヌ☆マソ」と言う偽者とその妹の「ダソヌ☆マリ」がいる（詳細はケロロ軍曹の登場人物一覧#ダンス☆マン・ダソヌ☆マソ関連を参照）。
2000年にセガより本人の楽曲をフィーチャーしたメダルゲーム、「ダンシングフィーバー」が発売された。なお、翌年には楽曲を増やしバージョンアップした「ダンシングフィーバー ゴールド」も発売された。
コナミデジタルエンタテインメントの音楽ゲーム「beatmania IIDX 12 HAPPY SKY」では楽曲提供（「We are Disっ娘よっつ打ち命（『DANCE☆MAN feat. Disっ娘』名義）」「オレはビートマニア!お前は何マニア?」）を行っている。本人単独名義の曲では彼自身が後者のムービーに出演している。ちなみに両曲とも同ゲーム用に書き下ろされたものである。
2008年、「ダンス☆マン」としての活動10周年を契機に、カバー曲を封印した全曲オリジナルアルバム『FUNK LOVE』をイン･ダ･グルーヴより発表した。ほぼ全ての演奏を本人が行なっており、ザ・バンド・マンからはジャンプ・マンとDJイチロー（ピストン西沢）が参加しているのみである。11月12日には、ナンテンマン名義（公表ではナンテンマンの正体は謎とされている）でピストン西沢プロデュースの『南天のど飴の歌』をエイベックスより発売した。
2009年、『ケロロ軍曹』でこれまでに歌った曲を1枚にまとめたアルバムを発表した。9月のライブで、ドリー・D（ダイヤ☆モンド）・ファンク・ジュニアという兄がいることが発覚。2人で兄弟デュオTHE☆FUNKS（ザファンクス）を結成した。
2010年7月21日、2009年9月にアレンジャー活動10周年を迎えた記念アルバムとして、ダンス☆マンがアレンジ／リミックスした楽曲のオリジナル音源が、レコード会社の垣根を越え多数収録された『ディスコ戦隊　アフレンジャー』（※アフレンジャー＝アフロのアレンジャー）を発売。
2018年4月より、NHK Eテレ『ニャンちゅう!宇宙!放送チュー!』の全音楽を担当。音楽制作の他、”音あそびが好きな宇宙人”として番組出演もしている。但し全く喋らず動きだけで表現している。
2019年7月17日、全曲オリジナルアルバム『From Planet Mirrorball』をタワーレコードから発売。本作には、ゴスペラーズやNegiccoがコーラスで参加している。
2022年3月30日、ミラーボール星の兄と結成したTHE☆FUNKSのデビューアルバム『愛の12星座』をギャラクシーレコードから発売。収録された「カクゴして」はアンジュルムにTHE☆FUNKSが提供した楽曲のセルフカバー。ボーカルとして元アンジュルムメンバー和田彩花と勝田里奈が参加している。

## ディスコグラフィ
THE☆FUNKSの楽曲は別項を参照。 

### シングル
（カッコ内は原曲）
1. 1998年3月18日 背の高いやつはジャマ（SHE'S A BAD MAMA JAMA/CARL CARLTON）
2. 1998年11月18日 ワンBOXのオーナー（THAT'S THE WAY(I LIKE IT)/KC & THE SUNSHINE BAND）／ダンス部 部長南原（BOOGIE WONDERLAND/EARTH WIND & FIRE）【両A面】
3. 1999年5月26日 ヘンなあだ名はイヤ（RELIGHT MY FIRE/DAN HARTMAN）
4. 2000年4月26日 接吻のテーマ（SEPTEMBER/EARTH WIND & FIRE）
5. 2000年7月5日 “ドーム3コ分”ってどのくらい?（ONLY SO MUCH OIL IN THE GROUND/TOWER OF POWER）
6. 2000年10月18日 漢字読めるけど書けない（IT'S TIME TO PARTY NOW/RAY PARKER JR. & RAYDIO）
7. 2000年12月20日 恋と愛の天国（オリジナル）
8. 2001年6月6日 JAZZ SOUL FUNK（HAVE SOME FUN/B.T. EXPRESS）
9. 2001年10月3日 LA☆BOOO（オリジナル）
10. 2002年1月30日 勝利 V 絶対つかもう!（CELEBRATION/Kool & The Gang）
11. 2004年5月8日 アフロ軍曹（オリジナル/アニメ『ケロロ軍曹』初代エンディングテーマ） ※ビクターエンタテインメントよりリリース
12. 2008年11月12日 南天のど飴の歌（オリジナル/常盤薬品工業「南天のど飴」CMソング） ※ナンテンマン名義
13. 2023年4月25日 みっつの袋（オリジナル/平祐奈主演 BS松竹東急ドラマ『半熟ファミリア』主題歌） ※配信限定

### アルバム
1. 1998年6月24日 MIRRORBALLISM ～New Generation Dance Classics～
2. 1999年7月14日 MIRRORBALLISM 2～New Generation Dance Classics～
3. 2000年11月15日 MIRRORBALLISM 3～New Generation Dance Classics～
4. 2002年2月27日 MIRRORBALLISM 4～New Generation Dance Classics～
5. 2002年6月19日 Greatest Hits
6. 2004年4月14日 Funkcoverlic
7. 2007年7月11日 DANCE☆MAN RETURNS
8. 2008年3月19日 FUNK LOVE
9. 2009年2月25日 ダンス☆マン respects ケロロ軍曹
10. 2010年7月21日 ディスコ戦隊　アフレンジャー
11. 2019年7月17日 From Planet Mirrorball

### ビデオ・DVD
- 2001年3月7日 MIRRORBALLISMOVIE
- 2007年12月6日 ミラーボール星人 ダンス☆マン Season1

## ダンス☆マンが手がけたアーティスト・作品

### アーティスト
- モーニング娘。
  - 「LOVEマシーン」（編曲）
  - 「恋のダンスサイト」（編曲）
  - 「DANCEするのだ!」（編曲）
  - 「「、、、 好きだよ!」」（編曲）
  - 「ハッピーサマーウェディング」（編曲）
  - 「恋愛レボリューション21」（編曲）
  - 「ザ☆ピ〜ス!」（編曲）
  - 「そうだ! We're ALIVE」（編曲）
  - 「いいことある記念の瞬間」（編曲）
  - 「本気で熱いテーマソング」（編曲）
  - 「「すっごい仲間」」（編曲）
- ミニハムず
  - 「ミニハムずの結婚ソング」（編曲）
- Berryz工房
  - 「ジンギスカン」（編曲）
  - 「流星ボーイ」（編曲）
- 音楽ガッタス
  - 「やったろうぜ!」（編曲）
- アンジュルム
  - 「カクゴして!」（編曲）
- Juice=Juice
  - 「KEEP ON 上昇志向!!」（編曲）
  - 「あばれてっか?! ハヴアグッタイ」（作曲・編曲）
- こぶしファクトリー
  - 「ラーメン大好き小泉さんの唄」（編曲）
  - 「桜ナイトフィーバー」（編曲）
- つばきファクトリー
  - 「就活センセーション」（編曲）
- BEYOOOOONDS
  - 「虎視タンタ・ターン」（編曲）
- Spark
  - 「My Wonderful Days...」（リミックス）
- ラスト☆エンジェル
  - 「小さなHappy」（作詞・作曲・編曲）
- ATOMIC KITTEN
  - 「RIGHT NOW」（リミックス）
- シャ乱Q
  - 「新・ラーメン大好き小池さんの唄」（編曲）
- 観月ありさ
  - 「BREAKE ALL DAY!」（編曲）
- キーヤキッス
  - 「デラックス」（編曲）
- 郷ひろみ
  - 「なかったコトにして」（作曲・編曲）
  - 「ワキワキマイフレンド」（作曲・編曲）
- 松田聖子
  - 「チェリーブラッサム」（リミックス）
- 安西ひろこ
  - 「アンデルセン」（作曲・編曲）
- ノーナ・リーヴス
  - 「I LOVE YOUR SOUL」（リミックス）
- PaniCrew
  - 「七つの武器」（作詞・作曲・編曲）
  - 「もう少しこのままで」（作詞・作曲・編曲）
- 坂本龍一
  - 「桜のころ」（編曲）
- 少年隊
  - 「TOMATO JUICE」（作曲・編曲）
- クイヌパナ
  - 「WHITE」（作曲・編曲）
  - 「K.G.D.S・」「(Pana)Change The Wolrd」（作詞・作曲・編曲）
- 相川七瀬
  - 「COSMIC LOVE」（リミックス）
- Kaci
  - 「paradise」（リミックス）
- ダンディ坂野
  - 「OH! NICE GET'S!!」（リミックス）
  - 「ゲッツだぜ!!」（編曲）
- KinKi Kids
  - 「Destination」（編曲）
- 椎名純平
  - 「You were mine」（編曲）
- RUN&GUN
  - 「BELIEVE」（編曲）
  - 「裸のココロ」（編曲）
- オンド☆ガールmeetsケロロ小隊
  - 「地球(ペコポン)侵略音頭」（作詞）
- 藤木直人
  - 「君は友達」（作詞・編曲）
- 川島祐介
  - 「奇跡のかけら」（リミックス）
- 及川光博
  - 「Shinin' Star」（作曲・編曲）
  - 「Don't Stop Me Baby」（作曲・編曲(及川光博との共作)）
- つじあやのとBEAT CRUSADERS
  - 「ありえないくらい奇跡」（リミックス）
- デブパレード
  - 「Body & Soul」（編曲）
- 狩野英孝
  - 「ようこそ!イケメン・パラダイス」（作曲・編曲）
  - 「ラブハリケーン」（作曲・編曲）
- RAG FAIR
  - 「Good Good Day!」（編曲）
- テゴマス
  - 「たったひとつだけ」（編曲）
- SPANKY GIRLS
  - 「マブーカ」（作詞）
- Dezille Brothers
  - 「アフロガール」（作詞・作曲）
- ヒゲドライバー
  - 「ハローハロー」（リミックス）
- フェロ☆メン
  - 「MIDNIGHT☆BUTTERFLY」（作曲・編曲）
- 中島愛
  - 「Wake Up!」（作詞・作曲・編曲）
- アムリ率いる宇宙少女ヴァンアレン隊（牧野由依、相澤みちる、斎藤桃子）
  - 「やっちゃおうよ!」（作詞・作曲・編曲）
- ステップス
  - 「ストンプ - ダンス☆マン'ズ・コズミック・ファンク・ミックス」（リミックス）
- はっぱ隊
  - 「YATTA!」（作曲・編曲）
  - 「YATTA!（Extended Edit） 」（作曲・編曲）
- 鈴木みのり
  - 「ヘンなことがしたい!」（作曲・編曲）
- More Peach Summer Snow
  - 「ナムルの純真」（作詞・作曲・編曲）
- 鴨女ジャージ部
  - 「ジャージ部魂!」（作詞・作曲・編曲）
- 甘党男子 feat はるな愛
  - 「ハニートースト」（作詞・作曲・編曲）
- 清竜人25
  - 「Will♡You♡Marry♡Me?」（編曲）
  - 「ラブ♡ボクシング」（編曲）
- EUPHORIA-ユーフォリア-
  - 「熱烈LOVE!!」（編曲）
- BESTIEM
  - 「Hanky Panky Funky Punky! feat. MIRI（DANCE☆MAN Remix)」
- 我那覇響
  - 「Super Funky Piece!!」［アイドルマスター ミリオンライブ!］（作詞・作曲・編曲）
- 和田アキ子
  - 「KANPAI FUNK」（編曲）

演奏に関してはダンス☆マン本人、または「ザ・バンドマン」が務めていることが多い。

### その他・楽曲提供
- 安倍なつみのスーパーモーニングライダー - 番組のジングルを提供
- クレヨンしんちゃん 嵐を呼ぶ アッパレ!戦国大合戦 - 主題歌を提供。他に鉄砲足軽役で出演している。
- ケロロ軍曹 - 前述のとおりテーマ曲を歌ったアニメで、本人も出演。
- ニャンちゅう!宇宙!放送チュー! - 音楽担当。本人役でも出演。
- 「高田純次 日曜テキトォールノ」（文化放送） - オープニング／エンディングテーマ・ジングル[2]
- 子育てTV ハピクラ（キッズステーション） - エンディングテーマ『☆すだんすだんす☆』（作詞・作曲・編曲）[3]
- トリバンフェスティバル - テーマ曲『張りきって行こうよ!/ Ogyan & TB with D☆M」（作詞・作曲・編曲）

## ザ・バンドマン
初ライブ以来、ダンス☆マンのバックバンドを務めている。

### メンバー
- JUMP MAN [= 伝田一正(ジャック・伝ヨール)]（Guitar）
- STAGE CHAKKA MAN [= 斎藤謙策]（Moriage & Percussions）
- HYU HYU [= 酒井彰]（Drums）
- WATA-BOO [= 渡部チェル]（Keyboards）
- YOGA FIRE!（Bass）
- O.L.（Vocal & Chorus）
- ANNIE（Chorus）
- DJ.ICHIRO [= ピストン西沢]（Turntable）
- DJ.SABURO（Turntable）

### 旧メンバー
- TOCA [= 割貝明弘]（Bass）※2001年1月死去
- BOMB（Guitar）※2001年5月脱退